# Asyndetus mutatus
Asyndetus mutatus är en tvåvingeart som beskrevs av Becker 1922. Asyndetus mutatus ingår i släktet Asyndetus och familjen styltflugor.
Artens utbredningsområde är Taiwan. Inga underarter finns listade i Catalogue of Life.